# شهریارک مانوس
شهریارک مأنوس (نام علمی: Symposiachrus infelix) نام یک گونه از سرده شهریارک‌های رنگ‌پریده است.